# Franz Xaver Winterhalter
Franz Xaver Winterhalter (Menzenschwand, 20 aprile 1805 – Francoforte sul Meno, 8 luglio 1873) è stato un pittore e litografo tedesco.
Operò in numerose corti europee, quali Karlsruhe, Parigi, Londra, Praga e Mosca, eseguendo grandiosi ritratti di regnanti, come quello per re Luigi Filippo di Francia del 1839 (a Versailles) o quello per la regina Vittoria con la sua famiglia del 1842 al Castello di Windsor. 
Dipinse anche tre famosissimi ritratti dell'imperatrice Elisabetta d'Austria (Sissi) e immortalò l'imperatrice Eugenia di Francia  nelle vesti della regina Maria Antonietta. Winterhalter è famoso per la sua maestria nel rendere sulla tela in maniera fedelissima tutte le pieghe e le caratteristiche tattili di abiti e acconciature.

## Biografia

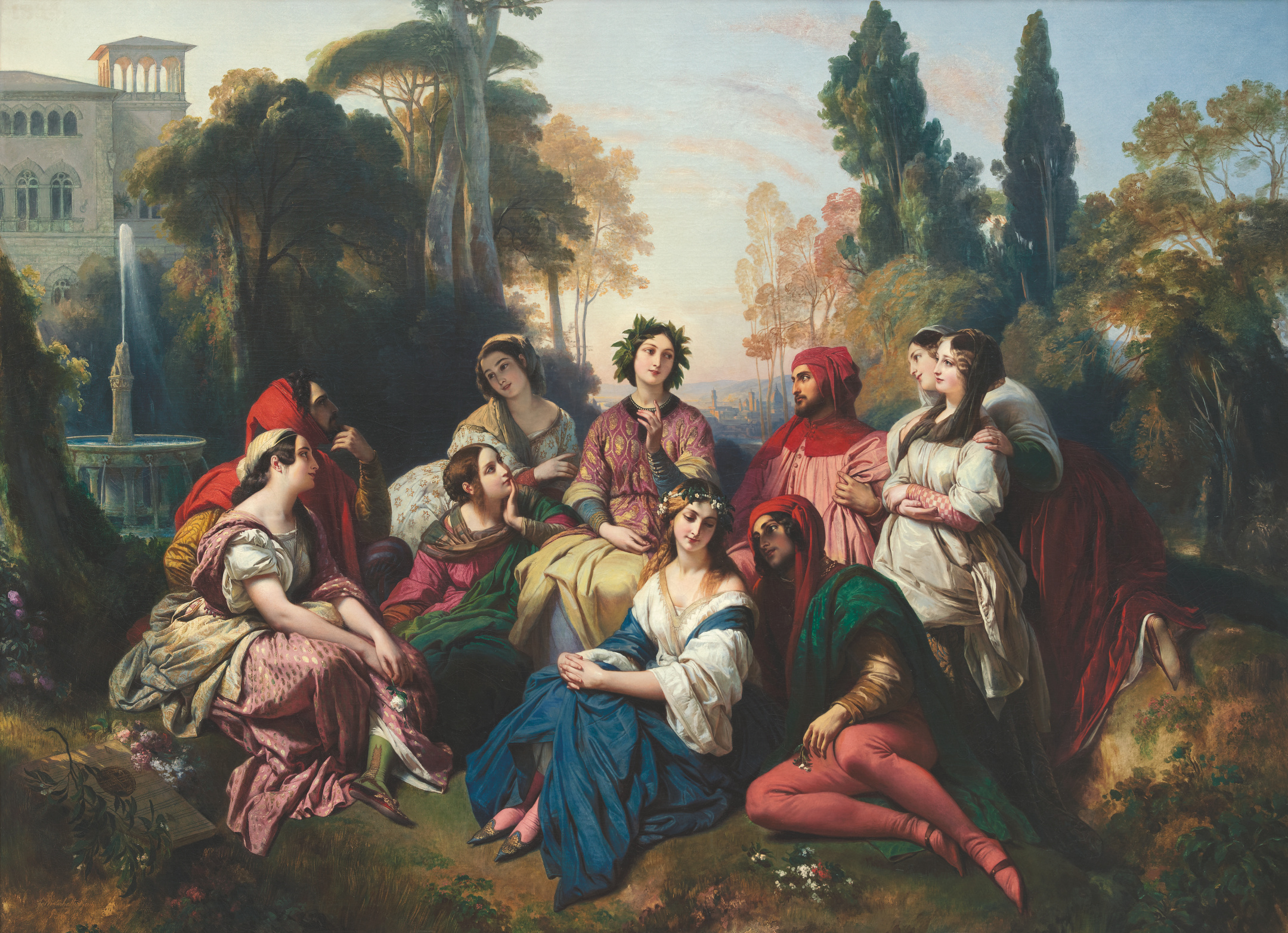
Il Decameron, olio su tela del 1837

### Giovinezza
Franz Xaver Winterhalter nacque il 20 aprile 1805  nel piccolo villaggio di Menzenschwand, in Germania, sestogenito di Fidel Winterhalter (1773–1863) e Eva Meyer (1765–1838). Il padre era un modesto contadino ed ebbe una forte e duratura influenza sul figlio; dei fratelli, solo quattro sopravvissero, e fra questi figurava Hermann, (1808–1891), anch'egli futuro pittore.
Dopo aver studiato presso un monastero benedettino a Menzenschwand, Winterhalter lasciò la sua città nativa nel 1818 per passare alla bottega di Karl Ludwig Schüler a Friburgo in Brisgovia, dove apprese i rudimenti del disegno e dell'incisione. Compiuti i diciotto anni, nel 1823, si trasferì a Monaco di Baviera, dove nel 1825 iniziò a seguire i corsi dell'Accademia di Arte locale. Qui incontrò Peter von Cornelius, ma l'ossequio nei confronti dei canoni accademici di quest'ultimo fece avvicinare il giovane Franz al ritrattista Joseph Stieler, che trovò più congeniale ai suoi gusti.
Winterhalter cominciò a frequentare il ristretto cerchio della corte quando, nel 1828, iniziò a disegnare per conto di Sofia Guglielmina di Svezia, a Karlsruhe. Per dare un maggior impulso alla propria carriera artistica, tra il 1833 e il 1834 effettuò un viaggio di perfezionamento artistico in Italia, con il supporti del granduca Leopoldo di Baden. Il Bel Paese impresse un'impronta profonda nella fantasia di Winterhalter, che di ritorno in Germania stese due tele raffiguranti Il dolce Farniente e Il Decameron, con uno stile che ricorda molto da vicino i modi di Raffaello. Intanto espose al Salon di Parigi, dapprima con le due tele succitate, e poi con un ritratto di Luisa d'Orléans; fu probabilmente grazie a quest'opera che il giovane pittore si fece notare da Maria Amalia di Borbone-Due Sicilie, regina dei Francesi dal 1830 al 1848.

### Pittore di corte

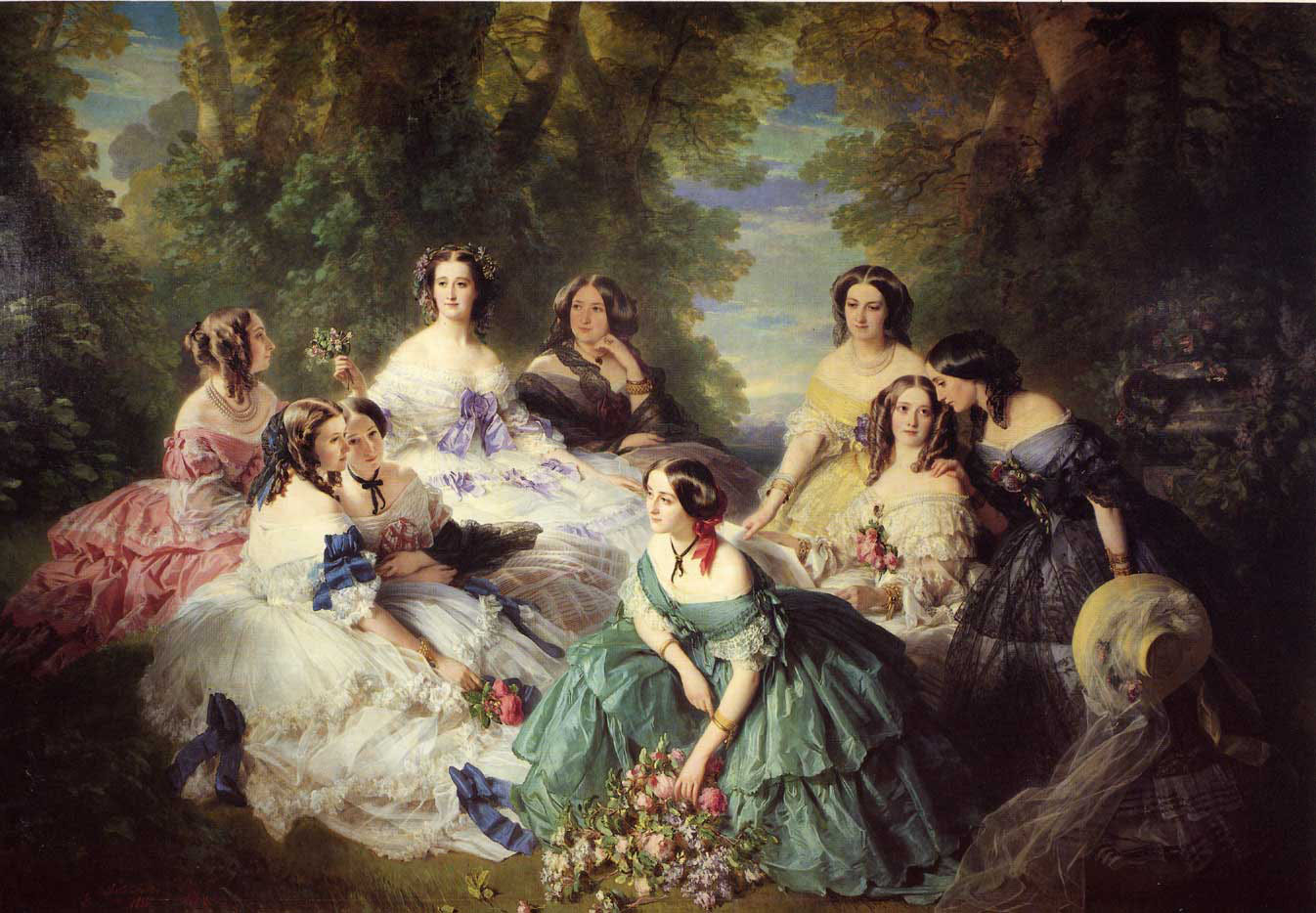
Ritratto dell'imperatrice Eugenia con le sue dame d'onore (1855)

Le opere d'arte di Winterhalter conquistarono ben presto il gusto del pubblico di Parigi, dove si stabilì appena venne nominato pittore di corte da Luigi Filippo di Francia. Per conto del monarca francese Winterhalter stese diverse opere d'arte ritraenti componenti della famiglia reale: avrebbe eseguito più di trenta quadri su sua commissione.
In breve tempo, raggiunse una notevole fama con le sue eleganti composizioni ritraenti personaggi dinastici o aristocratici, con uno stile che combinava il gusto antico con quello moderno. Ma se da una parte la sua pittura non faceva che riscuotere plausi, dall'altra Winterhalter fu aspramente criticato, venendo additato come un'artista da non prendere sul serio, e come una persona per nulla versatile, dedita solo alla realizzazione di ritratti: si trattò questo di un campo che non solo lo rese universalmente noto, ma anche ricco.
Tra i suoi diversi clienti è degna di menzione la regina Vittoria. Winterhalter visitò l'Inghilterra per la prima volta nel 1842, e vi ritornò occasionalmente negli anni successivi per ritrarre lei, il principe Alberto e la loro numerosa famiglia; per la Corona inglese egli dipinse almeno 120 opere, oggi perlopiù proprietà della Royal Collection, in esposizione a Buckingham Palace ed altre residenze reali britanniche. La notorietà di Winterhalter crebbe ulteriormente dopo l'ascesa al potere di Napoleone III, quando divenne il ritrattista principale della corte di Francia. È in questo periodo che egli eseguì il Ritratto dell'imperatrice Eugenia con le sue dame d'onore (1855), che è da considerarsi il suo capolavoro: l'opera ritrae Eugenia de Montijo, moglie di Napoleone III, circondata dalla sua corte di damigelle, in uno sfondo bucolico che sfiora quasi il surreale.

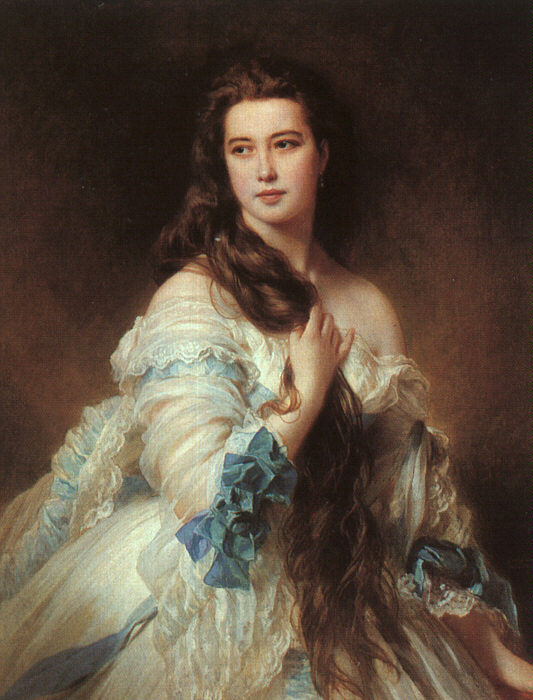
Barbe Dmitrievna Mergassov Madame Rimsky-Korsakov (1864)

L'eco del talento di Winterhalter giunse anche a Isabella II di Spagna, che si volle far ritrarre insieme alla figlia Infanta Maria-Isabella. L'artista, ormai, non sapeva più come rispondere alle commissioni che gli piovevano da tutte le parti, fra tutte importantissime quelle delle corti inglese, francese, russa, messicana, e belga; Maria d'Assia-Darmstadt, Massimiliano I del Messico, Luisa d'Orléans furono solo alcuni dei regnanti ritratti da Winterhalter.

### Ultimi anni
L'impressionante mole di commissioni per ritratti (nella quale figuravano anche diverse repliche di opere già eseguite) spinse Winterhalter ad avvalersi dell'aiuto di due assistenti, che certamente contribuirono a sollevare le sue fatiche.
Winterhalter era solito alternare il lavoro in studio per fare lunghi viaggi in Italia e Svizzera, cercando nella quiete idilliaca di quelle terre un ristoro ed un sollievo; ciò malgrado, rimarrà legato alla sua patria da un saldo vincolo, tanto che nel 1859 acquistò una proprietà nella città tedesca di Baden-Baden, una delle sue città preferite.
Nell'autunno del 1864, dopo un breve viaggio in Inghilterra, Winterhalter visitò Vienna per ritrarre l'imperatore Francesco Giuseppe I d'Austria e la moglie Elisabetta (Sissi), restituendoci alcune delle sue opere più famose. Le sue energie creative, tuttavia, si stavano esaurendo, così come il legame con la Francia, ormai assai fievole; la sua salute fu minata definitivamente nell'estate del 1873 quando, durante un soggiorno a Francoforte, contrasse il tifo, a causa del quale morì l'8 luglio 1873: aveva sessantotto anni.

## Stile e fortuna critica

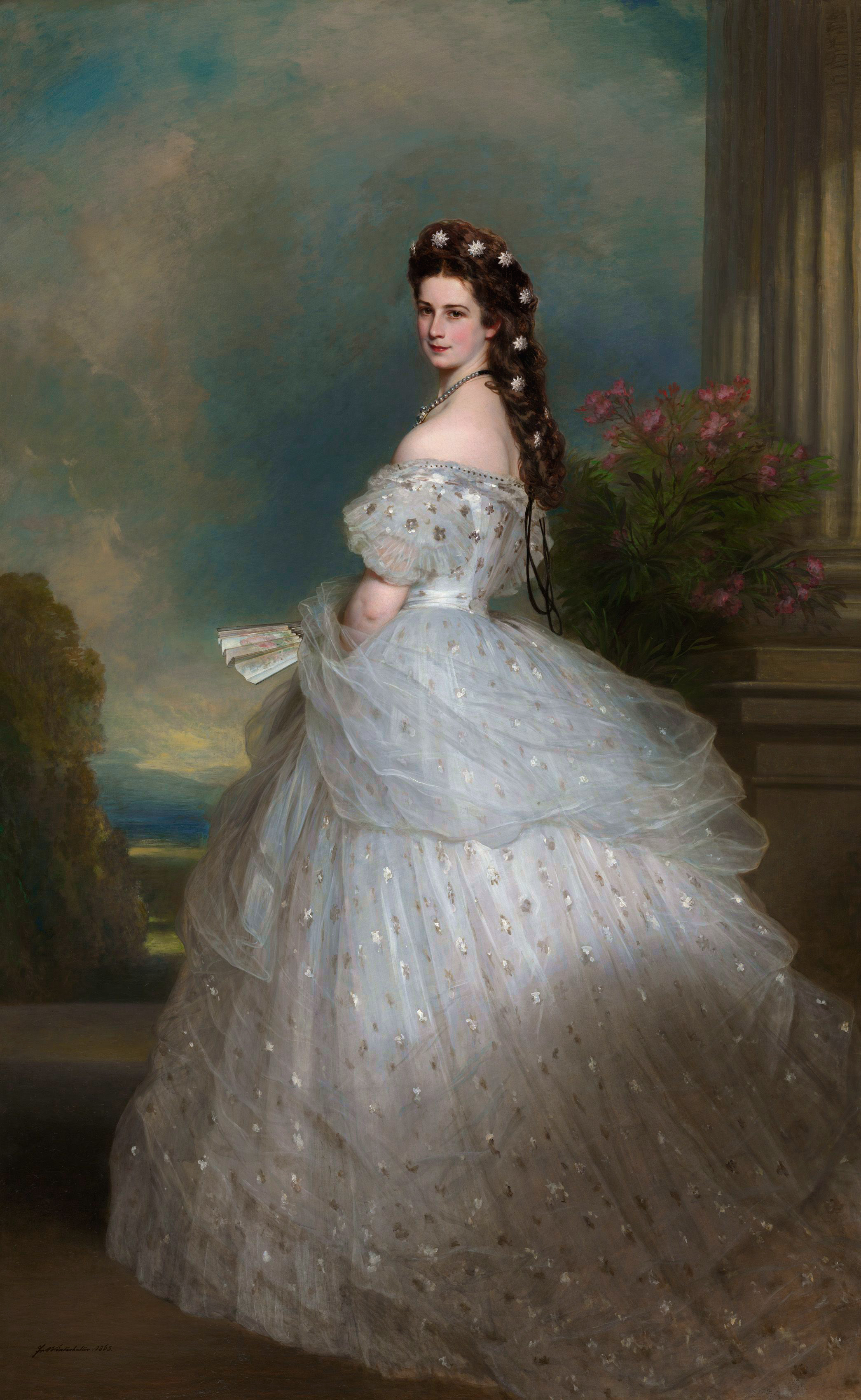
Principessa Elisabetta d'Austria (1865). L'opera ritrae Elisabetta di Baviera nel pieno del suo splendore, a ventotto anni, ed è una delle opere più celebri di Winterhalter: Sissi qui veste un abito bianco da Gran Galà, con i lunghi capelli neri tempestati da stelle di diamanti

Winterhalter divenne uno dei più richiesti ritrattisti dell'aristocrazia europea durante il Secondo Impero francese, e realizzò le sue opere migliori nei suoi due ultimi decenni di vita. L'originalità del suo stile pittorico risiede nella sua abilità di trasporre su pittura l'edonismo, l'opulenza e la gaiezza della sua epoca. Egli, inoltre, ebbe il merito di valorizzare al massimo la bellezza femminile, rendendo avvenenti anche le donne meno aggraziate; i ritratti di uomini, al contrario, sono meno numerosi e più mediocri.
I ritratti di Winterhalter, inoltre, riscossero i più sinceri applausi per la loro sottile intimità; non solo egli fu molto abile nello studiare la posa da far adottare ai suoi modelli, così da dare vita a composizioni quasi teatrali, ma fu virtuoso anche nel trasporre su tela, con dei risultati molto realistici, la trama di tessuti, pellicce e gioielli, alla cui realizzazione dedicò la stessa attenzione che poneva nell'esecuzione del volto dell'effigiato. Questi accorgimenti rendevano le sue opere raffinate, realistiche, e piacevolmente idealizzate; ciò malgrado, Winterhalter fu spesso criticato dai suoi contemporanei, che lo tacciavano di essere affettato e superficiale
Winterhalter non è riconducibile a una corrente artistica in particolare, il suo stile è unico; nella giovinezza aderì infatti alla temperie neoclassica, per poi passare al Neo-Rococò nella maturità. Dopo la morte, le sue opere subirono una fase di aperta ostilità da parte dei critici, che le accusarono per i loro toni eccessivamente romantici; iniziò quindi una fase nella quale la memoria dell'artista cadde nell'oblio. Il culto di Winterhalter si ravvivò grazie all'azione promotrice svolta dalle mostre monografiche della National Portrait Gallery (Londra. 1987-88) e del Petit Palais (Parigi, 1987), grazie alle quali l'artista ritrovò il favore dei critici e del pubblico.
Oggi il Winterhalter è ben rappresentato in numerosi musei dell'Europa e del mondo: suoi quadri si trovano al Kunsthistorisches Museum di Vienna, al Getty Museum di Los Angeles, al parigino Museo d'Orsay, al Museo nazionale di Varsavia, al Castello di Compiègne e in diverse altre gallerie.